# Micrathena huanuco
Micrathena huanuco là một loài nhện trong họ Araneidae.
Loài này thuộc chi Micrathena. Micrathena huanuco được Herbert Walter Levi miêu tả năm 1985.